# Курт Цайцлер
Курт Цайцлер (на немски: Kurt Zeitzler) е немски офицер, служил по време на Първата и Втората световна война.

## Биография

### Ранен живот и Първа световна война (1914 – 1918)
Курт Цайцлер е роден на 9 юни 1895 г. в Госмар бай Лукау, провинция Бранденбург, Германска империя. Син е на свещеник. През 1914 г. се присъединява към армията като офицерски кадет от пехотата. Участва в Първата световна война и до края ѝ се издига в звание старши лейтенант.

### Междувоенен период
След нея се присъединява към Райхсвера, където е на служба в различни пехотни подразделения.

### Втора световна война (1939 – 1945)
При нападението на Германия срещу Полша през септември 1939 г. е началник на щаба на 22-ри армейски корпус. По време на кампаниите на Вермахта срещу Франция (1940), Югославия, Гърция (1941) и Съветския съюз (1941 – 1942) ръководи щабовете на 1-ва танкова армия и група армии „А“. През 1942 г. за няколко месеца служи във Франция. Допринася за победата над съюзническия десант при Диеп през август. През септември същата година е назначен от Хитлер за началник на генералния щаб на сухопътните войски на мястото на ген. Франц Халдер. Старае се безуспешно да спаси 6-а армия от унищожение в Сталинградската битка. Усилията му се провалят заради разногласия с Хитлер. Планира настъпателната операция „Цитадела“, която завършва с поражение на германските войски в Курската битка. Остава начело на щаба на сухопътните сили до юли 1944 г., когато е сменен след поредния конфликт с фюрера.

### Пленяване и смърт
След войната е пленен от британците и е държан в плен до февруари 1947 г. Умира на 25 септември 1963 г. в Ашау им Химгау, Западна Германия

## Военна декорация
| - Германски орден „Железен кръст“ (1914) – II (?) и I степен (?) - Германски кръст на „Фридрих“ (?) - Български кръст „За военна заслуга“ (?) – с мечове - Германско отличие „За заслуга във Вермахта“ (?) – IV и I степен | - Сребърни пластинки към ордена Железен кръст (?) – II (?) и I степен (?) - Германски орден „Кръст на свободата“ (?) - Рицарски кръст (18 май 1941) |